# Kylie Bunbury
Kylie Bunbury (ur. 30 stycznia 1989 w Hamilton) – amerykańska aktorka, która wystąpiła m.in. w serialach: Big Sky, Jak nas widzą i Pitch. 
Kylie pochodzi z rodziny sportowców - jej ojciec Alex oraz brat Teal byli piłkarzami.

## Filmografia

### Filmy
| Rok  | Tytuł            | Rola              | Uwagi       |
| ---- | ---------------- | ----------------- | ----------- |
| 2011 | Bal maturalny    | Jordan Lundley    |             |
| 2011 | Facet do dziecka | Roxanne           |             |
| 2014 | No Kid-ing!      | Lauren            | krótkometr. |
| 2018 | Wieczór gier     | Michelle Sterling |             |
| 2020 | Eat Wheaties!    | Allison           |             |
| 2021 | Przestroga       | Anna              |             |

### Seriale
| Rok       | Tytuł                             | Rola                                 | Uwagi                   |
| --------- | --------------------------------- | ------------------------------------ | ----------------------- |
| 2010      | Dni naszego życia                 | Kathleen                             | 1 odc.                  |
| 2013–2014 | Twisted                           | Lacey Porter                         | w gł. obsadzie; 19 odc. |
| 2015      | Pod kopułą                        | Eva Sinclair / Dawn Sinclair-Barbara | w gł. obsadzie; 13 odc. |
| 2015      | Tutanchamon                       | Suhad                                | miniserial              |
| 2016      | Pitch                             | Ginny Baker                          | w gł. obsadzie; 10 odc. |
| 2017      | Law & Order: Special Victims Unit | det. Devin Holiday                   | 1 odc.                  |
| 2018      | Robot Chicken                     | różne role głosowe                   | 1 odc.                  |
| 2018      | Get Christie Love                 | Christie Love                        | pilot serialu           |
| 2019      | Jak nas widzą                     | Angie Richardson                     | w gł. obsadzie, 4 odc.  |
| 2020      | The Twilight Zone                 | Claudia                              | 1 odc.                  |
| 2020      | Brave New World                   | Frannie Crowne                       | w gł. obsadzie          |
| 2020-2023 | Big Sky                           | Cassie Dewell                        | w gł. obsadzie          |